# 愛媛県道54号串内子線
愛媛県道54号串内子線（えひめけんどう54ごう くしうちこせん）は、愛媛県伊予市双海町串と喜多郡内子町内子を結ぶ県道（主要地方道）である。

## 概要
路線の大部分で狭い区間が多い。特に伊予市から（一度喜多郡内子町に入る）大洲市にかけての区間はほぼ一車線であるうえ、堆積物も多い林道のような状態になっている。

### 路線データ
- 起点：伊予市双海町串（国道378号交点）
- 終点：喜多郡内子町内子（愛媛県道56号内子河辺野村線・愛媛県道244号内子停車場線交点）

## 歴史
- 1993年（平成5年）5月11日 - 建設省から、県道串内子線・県道横山内子線の一部・県道内子双海線の一部が串内子線として主要地方道に指定される[1]。

## 地理

### 通過する自治体
- 伊予市
- 大洲市
- 喜多郡内子町
- 大洲市
- 喜多郡内子町

### 交差する道路
- 国道378号（起点）

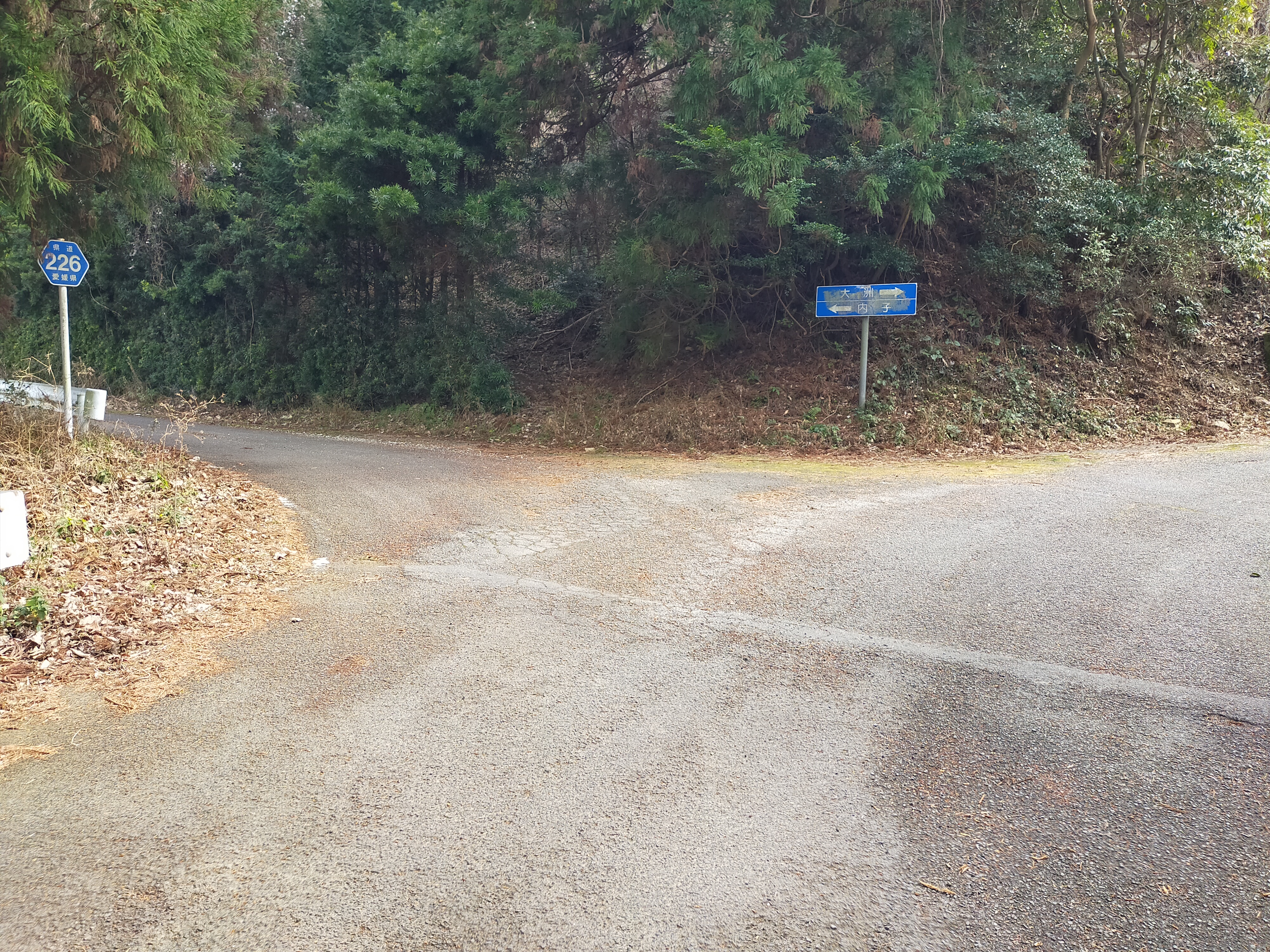
県道226号との交点

- 愛媛県道226号串中山線（伊予市双海町串）
- 愛媛県道230号柳沢新谷停車場線（大洲市柳沢）
- 愛媛県道56号内子河辺野村線・愛媛県道244号内子停車場線（終点）

### 沿線にある施設など
- 下灘郵便局
- 伊予市立下灘小学校
- 大洲市立田処小学校 (2011年に廃校)
- 大洲市立柳沢小学校 (2011年に廃校)
- JR内子線（予讃線）内子駅
- 内子町図書情報館
- 八日市護国
- 内子座
- 愛媛県立内子高等学校
- 内子町立内子小学校
- 内子町立内子中学校